# Rolf von Heidenstam

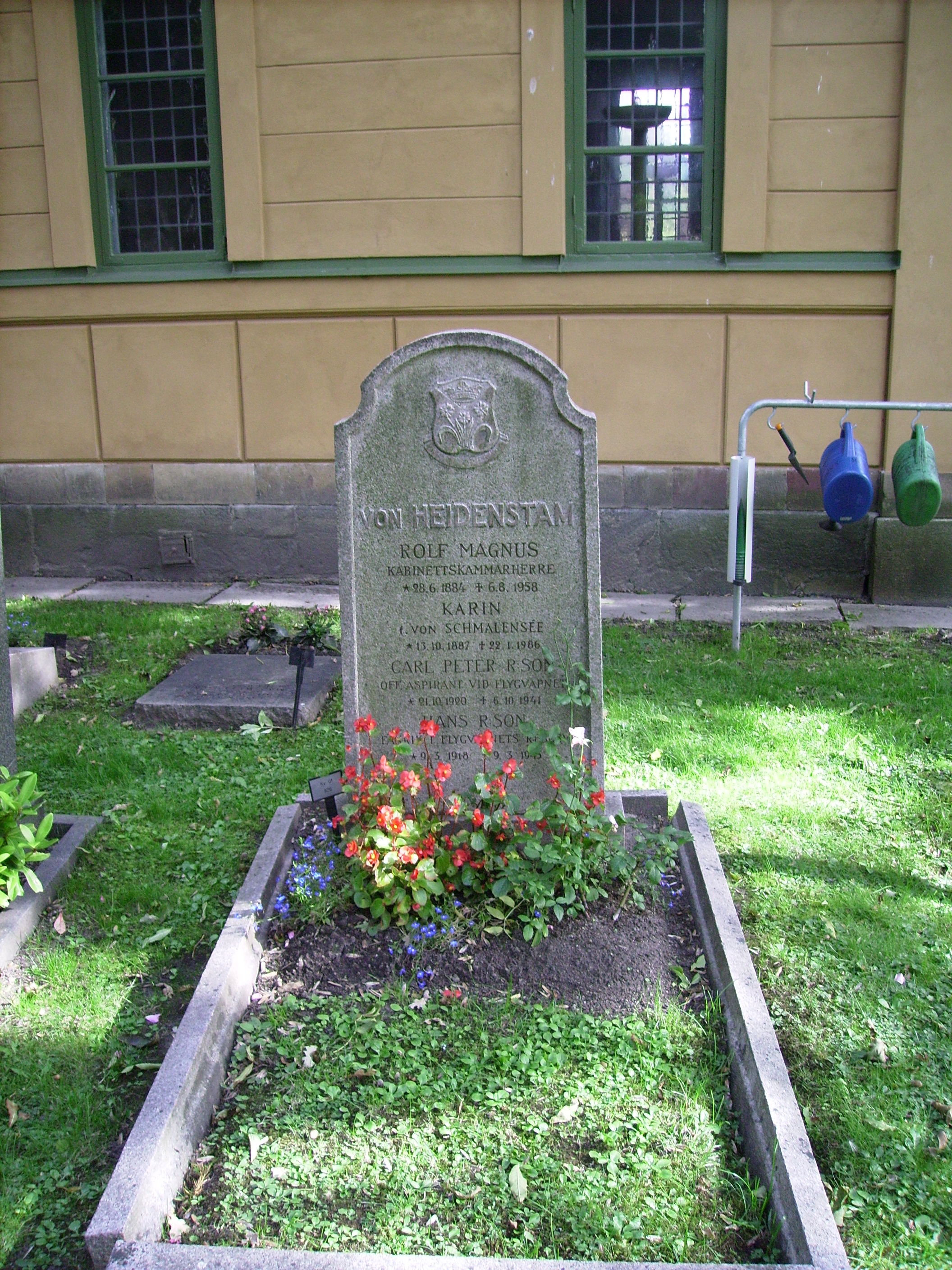
Rolf von Heidenstams grav på Galärvarvskyrkogården i Stockholm.

Rolf Magnus von Heidenstam, född 28 juni 1884 i Paris, död 6 augusti 1958 i Stockholm, var svensk industriman, marinofficer och diplomat.
von Heidenstam växte upp i Paris, och eftersom hans moder var engelska lärde han sig tidigt franska och engelska. Senare i livet utvidgade han ytterligare sina språkkunskaper. Efter officersexamen vid Sjökrigsskolan 1905 deltog han i reorganiseringen av den svenska flottan. 
År 1912 anställdes han i Svenska Gasaccumulator (AGA) hos Gustaf Dalén. Han efterträdde Dalén som chef 1937. Hans insatser på organisations- och försäljningssidan är betydande. Han var ständigt på resande fot, bland annat var han en av de få överlevande när luftskeppet Hindenburg havererade utanför New York 1937.
Inom Sveriges allmänna exportförening var Heidenstam mångårig ordförande. Han var medlem av olika officiella handels- och industridelegationer till bland andra Storbritannien, Sovjetunionen, USA, Kanada och länder i Sydamerika. Hans insatser i förhandlingarna med Tyskland 1940 och i samband med Havannakonferensen samma år  anses ha varit ytterst krävande.
Rolf von Heidenstam var ordförande i flera organisationer, som KSSS, Svenska handelsbanken, Alliance française samt president för Internationella handelskammaren 1951–1953. Han var även frimurare och verksam vid hovstaterna som kammarherre 1924–1943 och därefter kabinettskammarherre från 1943.
Rolf von Heidenstam tillhörde ätten von Heidenstam. Han var son till Oscar von Heidenstam och Leila Boyd. Rolf von Heidenstam är farfar till diplomaten Catherine von Heidenstam. Han är begraven på Galärvarvskyrkogården i Stockholm.

## Utmärkelser

### Svenska utmärkelser
- Konung Gustaf V:s jubileumsminnestecken med anledning av 70-årsdagen, 1928,[5]
- Innehavare av Konung Gustaf V:s jubileumsminnestecken med anledning av 90-årsdagen, 1948.
- Innehavare av Konung Gustav V:s minnestecken, 1951.
- Riddare av Svärdsorden, 1944.[6]
- Kommendör med stora korset av Nordstjärneorden, 6 juni 1955.[7]
- Kommendör av första klassen av Nordstjärneorden, 15 november 1938.[8]
- Kommendör av första klassen av Vasaorden, 1 juli 1944.[9]
- Kommendör av andra klassen av Vasaorden, 6 juni 1935.[10]
- Riddare av Vasaorden, 1930.[11]
- Riddare av Carl XIII:s orden, 28 januari 1940.[12]
- Riddare av Johanniterorden i Sverige, senast 1955.[5]

### Utländska utmärkelser
- Storofficer av Brasilianska Södra korsets orden.[5]
- Storkorset av Chilenska förtjänsttecknet.[5]
- Storofficer av Colombianska Boyacáorden.[5]
- Kommendör av 1.graden Danska Dannebrogorden.[5]
- Kommendör första klass av Finlands Vita Ros’ orden.[5]
- Kommendör av Franska Hederslegionen.[5]
- Storkorset av Franska Svarta Stjärnorden.[5]
- Storkorset av Grekiska Fenixorden.[5]
- Kommendör av Grekiska Georg I:s orden.[5]
- Riddare av Italienska kronorden.[5]
- Storkorset av Isländska falkorden.[5]
- Storkorset av Mexikanska Örnorden.[5]
- Storkorset av Nederländska Oranien-Nassauorden.[5]
- Storkorset av Norska Sankt Olavsorden.[5]
- Storofficer av Peruanska Solorden.[5]
- Kommendör av första klassen av Spanska Civilförtjänstorden.[5]
- Kommendör av första klassen av Brittiska Victoriaorden.[5]